# Inez Wassner
Inez Adèle Wassner, född 13 november 1896 i Landskrona, död 15 november 1965 i Malmö, var en svensk operasångerska (sopran).
Inez Wassner var dotter till grosshandlaren Nils Wassner och Louise Rosenkvist. Hon var 1914–1916 elev i sång vid Malmö musikkonservatorium. Hon studerade därefter i Stockholm för Ilmari Florell von Delwig, Adelaide von Skilondz och John Forsell. År 1926 gjorde hon en lyckad debut på Kungliga teatern och erhöll samma år anställning där. Hennes främsta roller var Agatha i Friskytten, Elisabeth i Don Carlos, Aida och Santuzza i På Sicilien. När Bruno Walter gästdirigerade på Kungliga teatern i Aida valde han Wassner att utföra titelrollen. Bland hennes övriga roller på Kungliga teatern märks wagnerpartierna i Senta, Venus, Sieglinde och Gutrune samt Antonia i Hoffmans äventyr och Mercedes i Carmen. Särskilt i yngre år hade Wassner en omfångsrik mycket stark men ändå, särskilt i mellanläget välljudande stämma. Wassner lämnade Kungliga teatern 1947.
Hon var 1919–1926 gift med disponenten Erik Johan Roberts och från 1927 med kommendörkapten Sven Arvid Flory.